# 泣きたくなるほど嬉しい日々に
『泣きたくなるほど嬉しい日々に』（なきたくなるほどうれしいひびに）は、クリープハイプのメジャー5枚目のオリジナルアルバムである。2018年9月26日にユニバーサルシグマから発売された。

## 概要
- 前作『世界観』から約2年ぶりとなるアルバム。映画『帝一の國』の主題歌「イト」、東京メトロ『Find my Tokyo.』CMソング「陽」、NHK『みんなのうた』2018年2月・3月のうた「おばけでいいからはやくきて」、Netflix『REA(L)OVE』主題歌「一生のお願い」、『FM802 × TSUTAYA ACCESS』キャンペーンソング「栞」を含む、全14曲収録。
- 完全受注生産限定の特装盤（CD＋2DVD＋長方形スチール缶パッケージ＋詩集＋8折ビジュアルリーフ＋栞）、初回限定盤（CD＋DVD＋丸スチール缶パッケージ＋半円型ブックレット＋栞）、通常盤の3形態で発売。
- 特設サイトにはイラストレーター・雪下まゆによるトレーラー映像と、会社員・作家・エッセイストの燃え殻による本アルバムの寄稿文が公開された[2]。
- 本アルバムのリリースを記念してファッションビルNU茶屋町とのコラボレーションイベント『NU茶屋町×クリープハイプ 泣きたくなるほど嬉しいNUに』が行われた[3]。

## 収録曲

### CD
（全作詞･作曲：尾崎世界観）（特記除く）
1. 蛍の光 [3:11]
  - 尾崎世界観が私立恵比寿中学に提供した「蛍の光」のセルフカバー[4]。
2. 今今ここに君とあたし [3:05]
3. 栞 [4:23]
  - 『FM802×TSUTAYA ACCESS』のキャンペーンソングのクリープハイプVer.
4. おばけでいいからはやくきて [3:37]
  - NHK『みんなのうた』2018年2月・3月のうた[5]。
  - 3月7日（みんなの日）に1日限定で“みんなの日ver.”の無料ダウンロードが行われた。ジャケットはNHK『みんなのうた』の映像を担当しているAC部の描き下ろしイラスト[6]。
  - 日本テレビ系列『千鳥かまいたちアワー』エンディング曲として一部が使われる。
5. イト [3:39]
  - 11th シングル『イト』
  - 菅田将暉主演の映画『帝一の國』の主題歌
6. お引っ越し [4:04]
7. 陽 [4:21]
  - 作品集『もうすぐ着くから待っててね』に収録
  - 東京メトロ『Find my Tokyo.』CMソングのクリープハイプオリジナルVer.
8. 禁煙 [3:41]
9. 泣き笑い [3:39]
10. 一生のお願い [4:04]
  - Netflix『REA(L)OVE』主題歌
11. 私を束ねて [2:37]（作詞・作曲：長谷川カオナシ）
  - Ba.長谷川カオナシがリードボーカルを担当。
12. 金魚(とその糞) [3:55]
13. 燃えるごみの日 [5:12]
14. ゆっくり行こう [3:32]
  - 本田技研工業株式会社『Me and Honda』イメージソング[7]
  - 映像作家の柘植泰人が監督を務めたコラボミュージックビデオが制作された。

### 初回盤DVD
- 「地面に咲いてる」
特装盤のみ収録。
- 「今からすごく話をしよう、懐かしい曲も歌うから」をすこし　～2018年2月9日　中野サンプラザ～
特装盤、初回生産限定盤に収録。

1. バンド
2. 鬼
3. ボーイズENDガールズ
4. ただ
5. リグレット
6. 泣き笑い
7. 大丈夫
8. イト